# Guðný Björk Óðinsdóttir
Guðný Björk Óðinsdóttir (* 27. September 1988 in Mosfellsbær) ist eine isländische ehemalige Fußballspielerin.

## Karriere

### Vereine
Guðný Björk Óðinsdóttir begann in ihrer Heimat mit dem Fußballspielen und genoss ihre Ausbildung bei UMF Afturelding. Von dort schloss sie sich 2005 Valur Reykjavík an. Dort wurde sie zunächst als linke Verteidigerin eingesetzt, rückte aber schnell weiter nach vorne und spielte vornehmlich im zentralen Mittelfeld. Nach überzeugenden Leistungen und zwei nationalen Meistertiteln mit ihrem Verein erweckte sie das Interesse von Kristianstads DFF aus der stärkeren und professionell organisierten schwedischen Liga, obwohl sie sich ihren ersten Kreuzbandriss zugezogen hatte. Durchsetzen konnte sie sich zunächst nicht und wurde in der Saison 2010 zurück zu Valur Reykjavík verliehen. Den Großteil der Saison fiel sie jedoch mit ihrem zweiten Kreuzbandriss aus und so konnte sie nur in zwei Spielen zum erneuten Gewinn der Meisterschaft beitragen.
Im weiteren Verlauf in Schweden konnte sie sich zunehmend in der Mannschaft etablieren, wurde aber immer wieder von Verletzungen zurückgeworfen. So riss sie sich 2012 und 2014 ein drittes und ein viertes Mal das Kreuzband, konnte sich aber jedes Mal zurück kämpfen. Im Frühjahr 2015 erhielt sie vor und während dem Spiel gegen den Linköpings FC jedoch einen Schlag gegen das Knie, was eine Operation erforderlich machte, da sich eine implantierte Metallplatte gelöst hatte. Die Operation hatte nicht den gewünschten Erfolg, sodass sich Guðný Björk Óðinsdóttir im Mai 2015 entschloss, im Alter von 26 Jahren ihre Karriere zu beenden.

### Nationalmannschaft
Guðný Björk Óðinsdóttir spielte für diverse isländische U-Nationalmannschaften. Im Juni 2006 debütierte sie beim 3:0-Sieg gegen Portugal für die isländische A-Nationalmannschaft. Bei der Europameisterschaft 2009 in Finnland stand sie im isländischen Aufgebot, wurde aber nicht eingesetzt und Island schied in der Gruppenphase aus. Beim Algarve-Cup 2012 erreichte sie mit ihrer Mannschaft den sechsten Platz. Bei der EM 2013 wurde sie bei der 0:3-Niederlage gegen Deutschland eingewechselt, kam aber sonst zu keinem Einsatz; Island schied im Viertelfinale gegen Schweden aus. Ihr 40. und letztes Länderspiel absolvierte sie am 4. April 2015 beim 2:1-Sieg gegen die Niederlande.